# Fundacja św. Włodzimierza Chrzciciela Rusi Kijowskiej

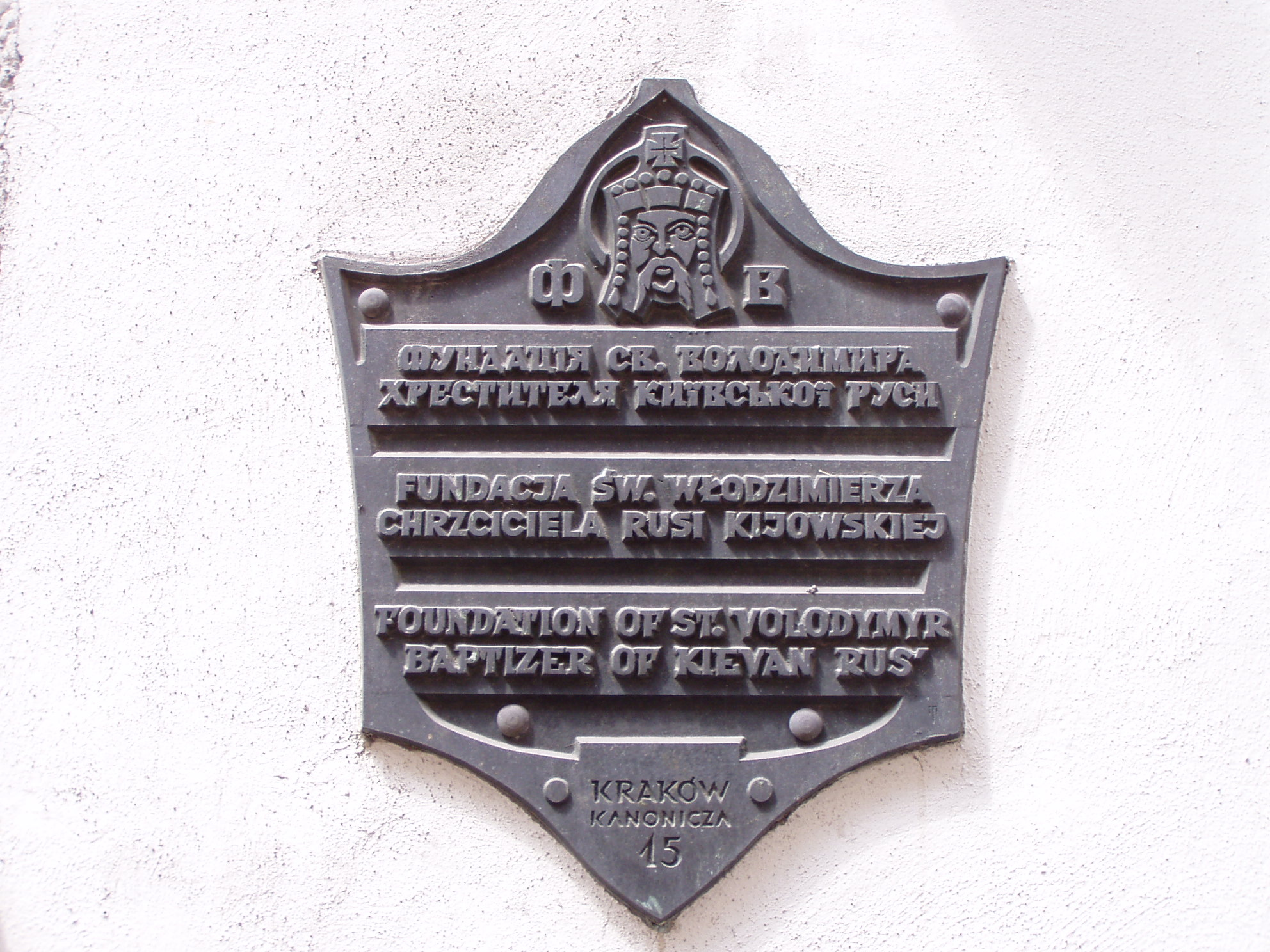
Tablica na byłej siedzibie Fundacji Św. Włodzimierza. Kraków, ul. Kanonicza 15

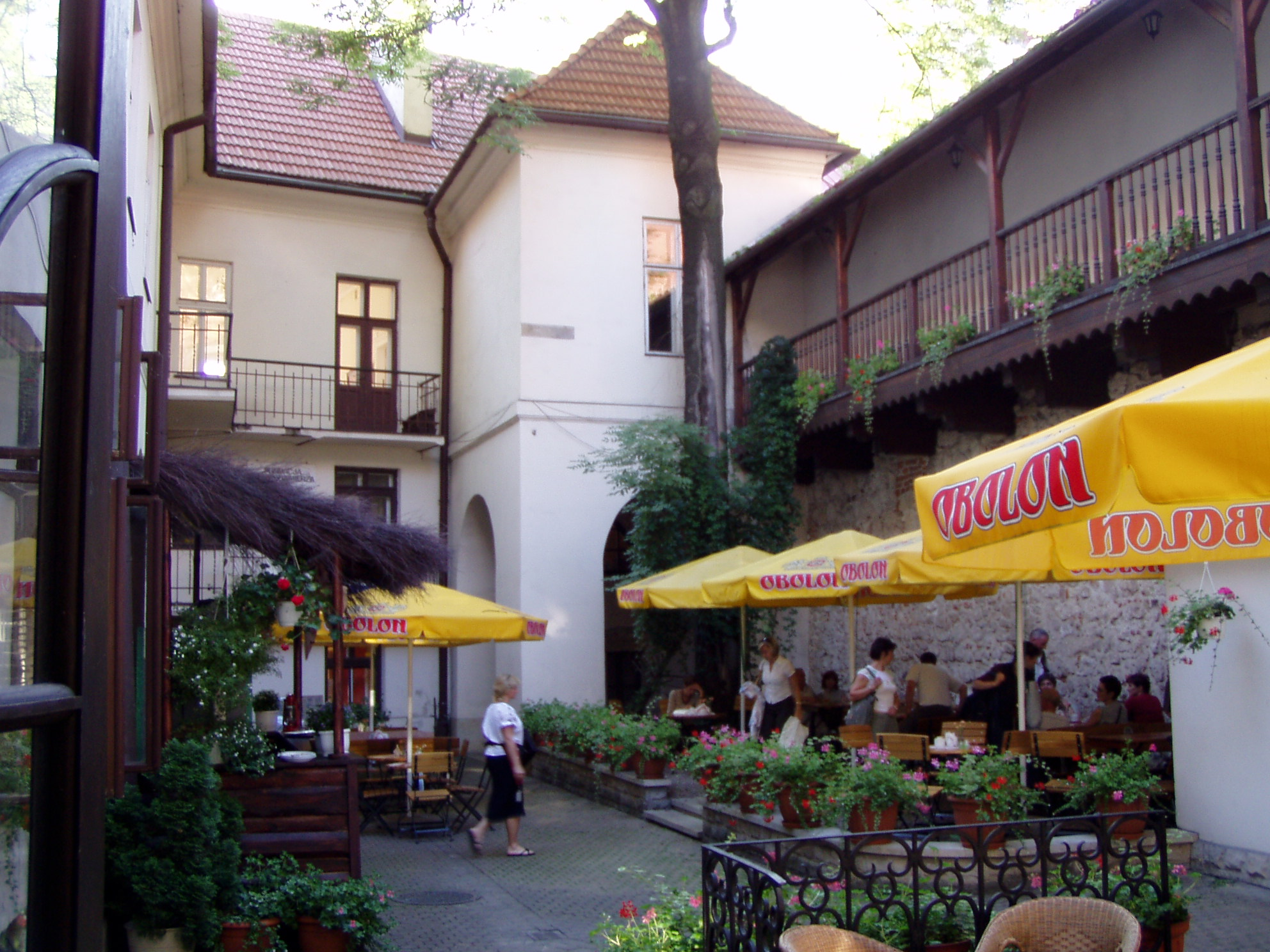
Dawny dziedziniec Fundacji Św. Włodzimierza

Fundacja św. Włodzimierza Chrzciciela Rusi Kijowskiej – fundacja założona przez Włodzimierza Mokrego w 1987 roku w Krakowie.

## Historia
Fundacja została założona 21 czerwca 1989 roku przez Włodzimierza Mokrego. Podstawą Fundacji była przyznana w 1987 roku Włodzimierzowi Mokremu nagroda Fundacji Jana Pawła II za osiągnięcia naukowe ukazujące chrześcijańskie korzenie kultury ukraińskiej oraz za działalność na rzecz porozumienia polsko-ukraińskiego. Wynosiła ona 1000 dolarów, a ufundował ja pochodzący z Wołynia ksiądz dr Paweł Iliński. Pieniądze te stały się kapitałem założycielskim Fundacji. 
Fundację św. Włodzimierza Chrzciciela Rusi Kijowskiej stworzono dla wspierania i popularyzowania nauki i chrześcijańskiej kultury ukraińskiej oraz wzajemnemu poznaniu i pojednaniu Polaków i Ukraińców. Organizowała wystawy, koncerty, spotkania cykliczne nazywane Ukraińskimi Czwartkami Naukowymi oraz we współpracy z UJ Studenckie Dni Kultury Ukraińskiej.   
Fundacja wydawała: wydawnictwa ciągłe  almanach „Między Sąsiadami” (1991–2005), „Krakowskie Zeszyty Ukrainoznawcze” (1992–2011), „Horyzonty Krakowskie” (1995–2000), albumy i dwujęzyczne foldery. 
W ramach Fundacji działają:
- Wydawnictwo „Szwajpolt Fiol”
- Galeria Sztuki Ukraińskiej
- Muzeum Ikon
- biblioteka z czytelnią
- Księgarnia „Nestor”
- Restauracja „Ukraiński Smak”

W 1990 roku Kuria Metropolitarna  wynajęła jej zabytkowym dom kapitulny Szreniawa przy ul. Kanoniczej 15 i tam w latach 1995–2015 mieściła się siedziba Fundacji św. Włodzimierza. W styczniu 1995 roku działające w ramach Fundacji Centrum Nauki i Kultury Ukraińskiej odwiedził prezydent Ukrainy Leonid Kuczma. Jedno z pomieszczeń zaadaptowano w 1995 roku na kaplicę greckokatolicką świętych Borysa i Gleba. Ikonostas wykonał Jerzy Nowosielski. W 1997 roku odwiedził ją papież Jan Paweł II. We wrześniu 2015 roku Fundacja otrzymała wypowiedzenie umowy wynajmu budynku ponieważ Kuria postanowiła urządzić w nim biura organizatorów Światowych Dni Młodzieży. Fundacja musiała zamknąć bibliotekę i pracownię ikon i zabrać ikony z kaplicy świętych Borysa i Gleba. Wyprowadzka z Kanoniczej wstrzymała działalność Fundacji. 
Ponieważ Włodzimierz mokry przeszedł na emeryturę jego obowiązki przejęli dotychczasowi współpracownicy. W 2023 roku została wznowiona działalność wydawnicza, a 27 października 2024 roku w auli Collegium Novum Uniwersytetu Jagiellońskiego Fundacja obchodziła 35-lecie działalności. 